# Eutolmus parricida
Eutolmus parricida là một loài ruồi trong họ Asilidae. Eutolmus parricida được Loew miêu tả năm 1848. Loài này phân bố ở vùng Cổ Bắc giới và châu Á.